# 豐田ZZ系列引擎
丰田ZZ引擎為豐田汽車生產的乘用車汽油引擎。均為直列四缸，首次採用鑄鋁合金为主的汽缸本體和汽缸頭，具有雙頂置凸輪軸，每缸四氣門，正時鏈條驅動，及丰田自主开发的可變汽門正時等技術。
ZZ系列引擎中最常見的是1ZZ和2ZZ，兩種引擎排氣量均為1.8升，但缸徑和衝程均不相同。1ZZ主要為節油和低轉速扭矩優化，而2ZZ缸體更加接近四缸性能引擎常見的“正方形缸體”，為高轉速特別優化。ZZ系列投產後逐步取代鑄鐵缸體的丰田4A系列引擎，主要裝備紧凑型和運動型車輛上。

## 2ZZ

### 2ZZ-GE

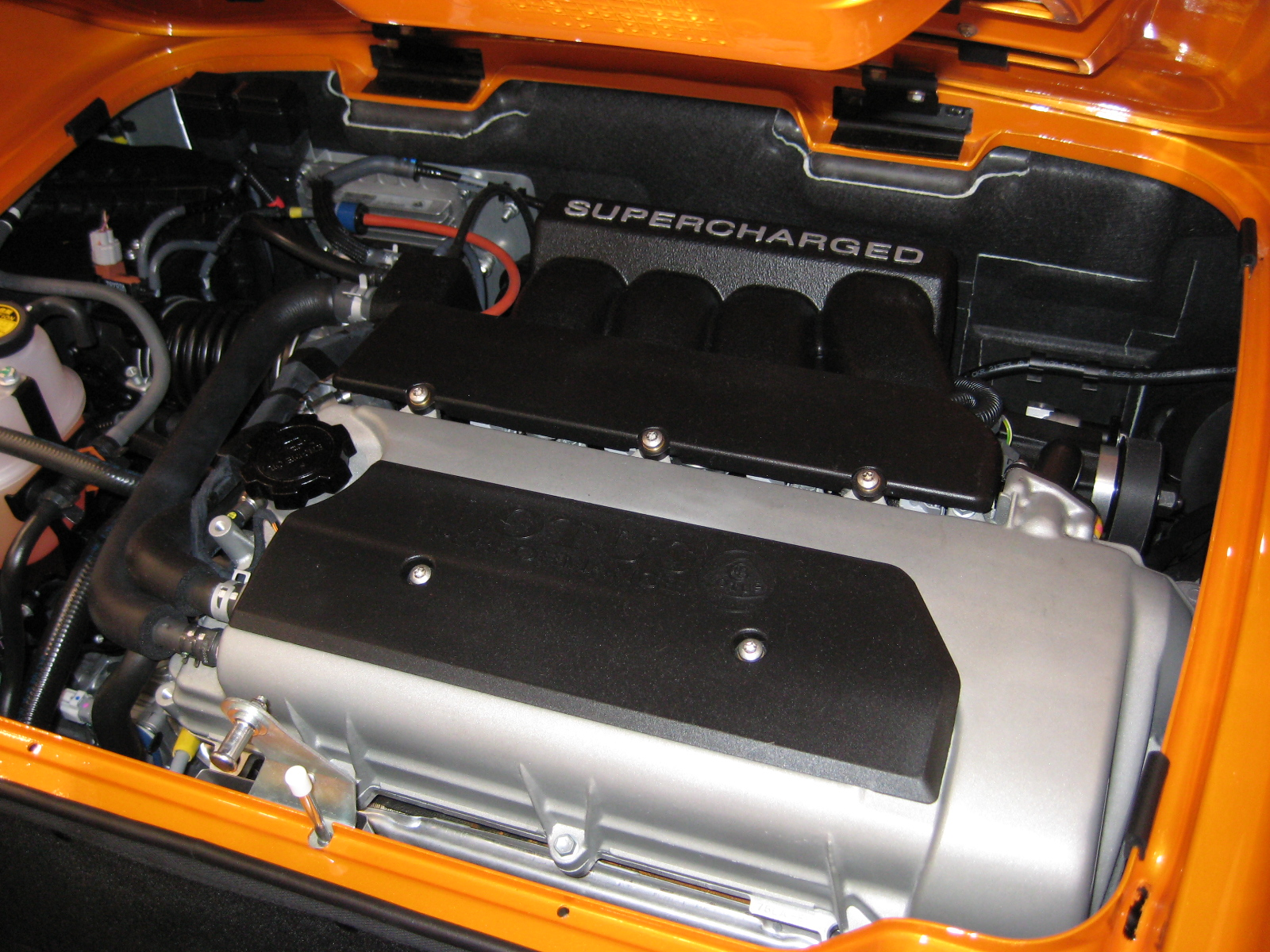
含机械增压的2ZZ-GE（安装于路特斯Exige）

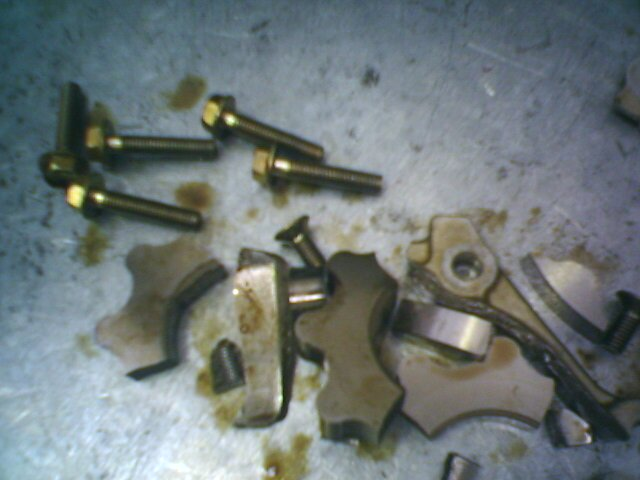
故障損壞的機油泵

2ZZ-GE引擎為ZZ系列的高性能型号，排氣量為1.796公升（109.6立方英吋），但缸徑為82毫米（3.23英吋），行程85毫米（3.35英吋）。引擎最大輸出功率常根據車型略有不同。如豐田Celica GTS（T231）、丰田卡羅拉T-Sport，路特斯Elise、Exige上為189馬力（141kW），在龐帝亚克Vibe GT（日版又名丰田Voltz）上則输出164-180匹馬力。 
部分2ZZ-GE引擎帶有機械增壓器。如卡羅拉“Compressor”和路特斯Exige S，可达到225匹馬力（168kW），而之后的路特斯Exige 240R更达到了240匹馬力（179kW）。此外，路特斯Elise SC上的機械增壓器在无中冷器的情况下最大功率达到了218匹馬力（163kW）。和4A引擎不同，機械增壓的2ZZ引擎並无2ZZ-GZE的編號。
為了在有限的排氣量內獲取盡可能高的功率和轉速，豐田曾邀請雅馬哈共同設計2ZZ-GE引擎，因此和1ZZ-FE相比有許多獨特的技術。和當時流行的小排量四缸高性能引擎（如本田K20A，日产SR20DE）相似採用了正方形缸體（氣缸直徑約等於行程）來獲得較高的轉速。同時壓縮比也提高到11.5，配合多點電噴（MFI）來獲得較好的燃燒效果。氣缸內壁沒有鑄鐵缸套，而是在鋁合金外面直接鍍了一層金屬複合材料（Metal Matrix Reinforced，MMC）以提高耐磨度。氣缸頭為雅馬哈設計，進排氣門夾角較大（43度）以優化高轉速下進排氣效果。氣門控制上，同樣採納了可變氣門正時以優化不同轉速下扭矩輸出，但2ZZ-GE引擎還結合了可變氣門揚程，該技術類似本田VTEC，凸輪軸上對應每一個氣門有兩個凸輪：低角度凸輪用於引擎一般轉速，而高角度凸輪用於高轉速。當引擎進入高轉速區時，高角度凸輪軸能提高氣門揚程，增大進氣量，減少氣門阻力。
以上特性使得2ZZ-GE高轉表現十分突出。但由於機油泵的限制，2ZZ-GE的極限轉速被電腦限制在7900-8600轉左右，虽然引擎刚体也能承受住10000转的压力，但超標的轉速（如高速度下降檔位）下可能導致機油泵解體，引擎失去潤滑而報廢。
2006年，在同代卡罗拉系列车型和Celica GTS停产后，丰田停止了2ZZ引擎在自家产品上的运用。供给于路特斯的2ZZ引擎在2010年9月最后一台Elise R下线后停产。

### 规格

#### 自然吸气版本
- 第七代Celica GTS（SS-2）
  - 型式 2ZZ-GE
  - 种类 直列4缸DOHC 16气门VVTL-i
  - 内径×行程(mm) 82.0×85.0
  - 排量 (L) 1.795
  - 压缩比 11.5
  - 最大输出马力（净值） 140(190)kW(PS)/7,600rpm
  - 最大输出扭矩（净值） 180(18.4)N·m(kg·m)/6,800rpm
  - 使用燃料:辛烷值为91以上的高级无铅汽油

#### 涡轮/机械增压版本
- 路特斯Elise SC和Exige S
  - 型式 2ZZ-GE
  - 种类 直列4缸DOHC 16气门VVTL-i
  - 内径×行程(mm) 82.0×85.0
  - 排量 (L) 1.795
  - 压缩比 11.5
  - 最大输出马力（净值） 162(220)kW(PS)/8,000rpm
  - 最大输出扭矩（净值） 212(21.6)N·m(kg·m)/5,000rpm
  - 使用燃料:辛烷值为91以上的高级无铅汽油

- 路特斯Exige S PP
  - 型式 2ZZ-GE
  - 种类 直列4缸DOHC 16气门VVTL-i
  - 内径×行程(mm) 82.0×85.0
  - 排量 (L) 1.795
  - 压缩比 11.5
  - 最大输出马力（净值） 179(243)kW(PS)/8,000rpm
  - 最大输出扭矩（净值） 230(23.5)N·m(kg·m)/5,000rpm
  - 使用燃料:辛烷值为91以上的高级无铅汽油

## 3ZZ

### 3ZZ-FE
- 类型:直列4缸DOHC 16气门VVT-i
- 排量:1.598L
- 内径×行程：79.0×81.5(mm)
- 压缩比：10.5
- 最大输出功率：81kW(110ps)/6,000rpm 150N・m(15.3kg・m)/3,800rpm

## 4ZZ

### 4ZZ-FE
- 类型：直列4缸DOHC 16气门VVT-i
- 排量:1.398L
- 内径×行程：79.0×71.3(mm)
- 压缩比：10.0
- 最大输出功率：71kW(97ps)/6,000rpm 130N・m(13.3kg・m)/4,400rpm